# Migratest
Migratest – test który umożliwia ilościowe oznaczenie zdolności neutrofilów do chemotaksji na zasadzie oceny liczby komórek zdolnych do migracji przez błony z porami o średnicy 3 mikrometrów w gradiencie stężeń czynnika chemotaktycznego fMLP.

## Zastosowania
Zaburzenia chemotaksji obserwuje się w różnych sytuacjach klinicznych. Powodują one zmniejszenie liczby granulocytów, które migrują z krążenia do miejsca zapalenia. Defekt ten zwykle towarzyszy nawracającym infekcjom skóry i układu oddechowego. Spotyka się je we wrodzonym niedoborze przylegania leukocytów, hiperimmunoglobulinemii IgE lub w zespole Joba i zespole Chediak-Higashi.
Nabyte zaburzenia chemotaksji obserwuje się w chorobach nerek, cukrzycy, marskości wątroby i chorobie Hodgkina. Krążące kompleksy immunologiczne w reumatoidalnym zapaleniu stawów również blokują chemotaksję.